# Improwizacja (literatura)
Improwizacja (z łac. improvisus – "nieprzewidywalny") – tworzenie dzieła bez przygotowania, zazwyczaj w obecności słuchaczy. Jest aktem niepowtarzalnym i spontanicznym. Improwizacyjne popisy były wielką atrakcją życia literackiego.
Mickiewicz wielokrotnie fascynował tą umiejętnością już w czasach filomackich, potem – w salonach Odessy, Petersburga, Rzymu czy Drezna. Publiczność widziała w tym dowód poetyckiego geniuszu.